# Metón

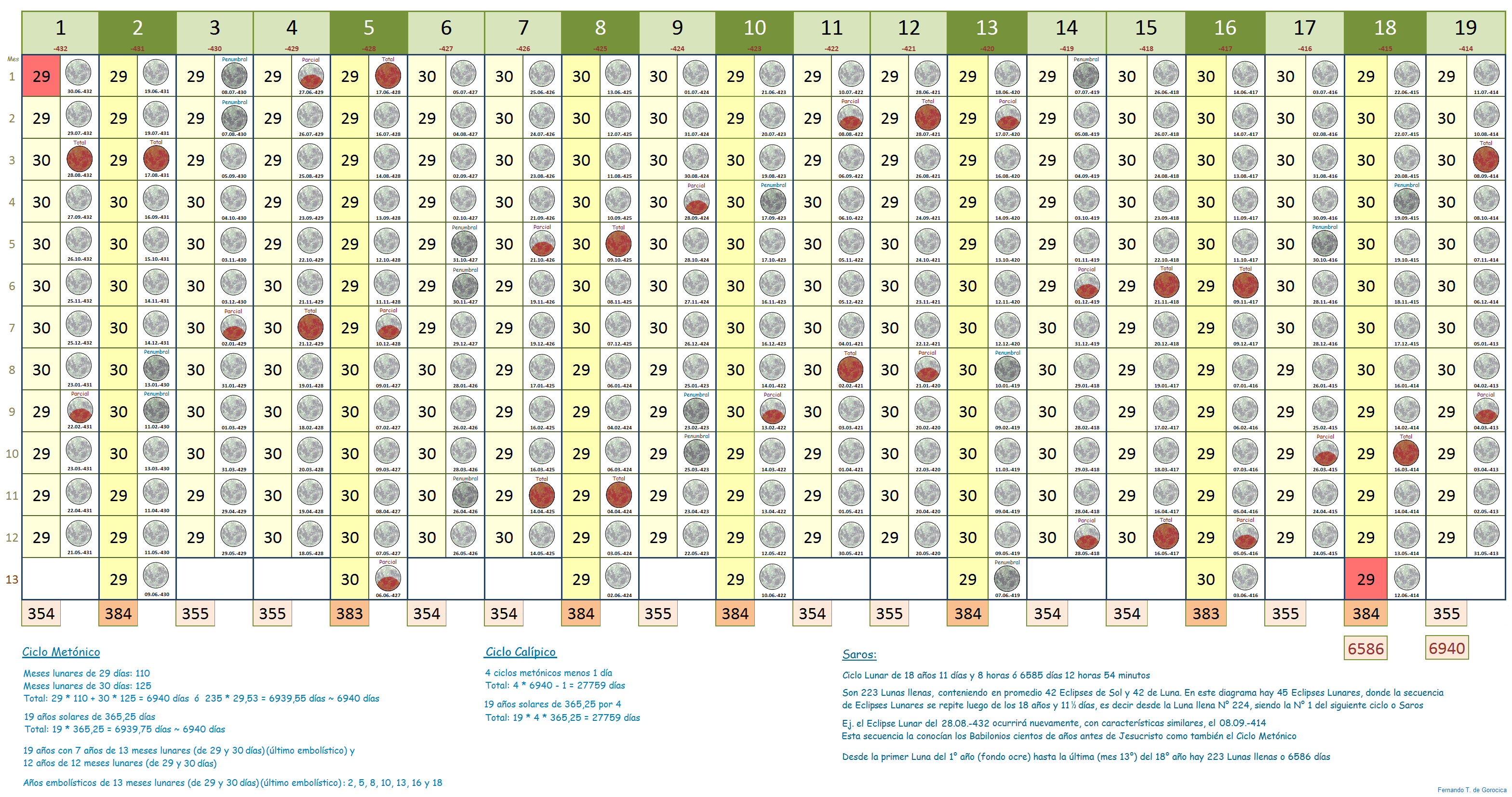
Ciclo metónico, principal contribución de Metón, que lleva su nombre.

Metón de Atenas (en griego antiguo: Μέτων ὁ Ἀθηναῖος; gen.: Μέτωνος; posiblemente nacido hacia el 460 a. C.) fue un matemático, astrónomo, geómetra e ingeniero que vivió en Atenas en el siglo V a. C. Es conocido por su ciclo metónico de 19 años que introdujo en 432 a. C. en el calendario ático lunisolar como método para el cálculo de fechas. Metón encontró que 19 años solares son casi igual a 235 meses lunares, o a 6940 días.
Metón fue uno de los primeros astrónomos griegos en hacer observaciones astronómicas exactas. Trabajando con Euctemón, observó el solsticio de verano el 27 de junio de 432 a. C., que significaba el comienzo del año nuevo para los atenienses.
Metón aparece brevemente como un personaje en la obra de Aristófanes Las aves, estrenada en 414 a. C. Va sobre el escenario llevando instrumentos de topografía y es descrito como un geómetra.
Ninguna de sus obras sobrevive.

## Eponimia
- El cráter lunar Metón lleva este nombre en su memoria.[4]